# Кшикава
Кшикава (пол. Krzykawa) — село в Польщі, у гміні Болеслав Олькуського повіту Малопольського воєводства.
Населення — 487 осіб (2011).
У 1975-1998 роках село належало до Катовицького воєводства.

## Демографія
Демографічна структура станом на 31 березня 2011 року:
|          | Загалом | Допрацездатний вік | Працездатний вік | Постпрацездатний вік |
| -------- | ------- | ------------------ | ---------------- | -------------------- |
| Чоловіки | 243     | 45                 | 164              | 34                   |
| Жінки    | 244     | 41                 | 142              | 61                   |
| Разом    | 487     | 86                 | 306              | 95                   |